# XXIII. Armeekorps
XXIII. Armeekorps var en tysk armékår under andra världskriget. Kåren sattes upp den 24 november 1938.

## Slaget vid Kursk
Armékårens organisation, 7 juli 1943:
- 78.Sturm-Division
- 216. Infanterie-Division
- 383. Infanterie-Division
- 36. Infanterie-Division

## Befälhavare
Kårens befälhavare:
- General der Infanterie Albrecht Schubert  26 oktober 1939 - 25 juli 1942
- General der Infanterie Carl Hilpert  25 juli 1942 - 19 januari 1943
- General der Infanterie Johannes Friessner  19 januari - 7 december 1943
- Generalleutnant Hans von Funck  7 december 1943 - 2 februari 1944
- General der Pioniere Otto Tiemann  2 februari 1944 - 12 oktober 1944
- General der Infanterie Walter Melzer 12 oktober 1944 - 8 maj 1945